# Fiat 4
Fiat 4 (Fiat 30-45 HP) — легковой автомобиль, выпускавшийся компанией Fiat с 1910 по 1918 год.
Автомобиль оснащался четырехцилиндровым двигателем, объемом 5699 куб. см, мощностью 45 л.с. и четырех ступенчатой коробкой передач с возможностью движения задним ходом. Максимальная скорость автомобиля составляла 95 км/ч.
С 1915 года электрическая система автомобиля была переведена на напряжение 12 вольт, что было редкостью в то время.
Для поездок короля Италии Виктора Эммануила III на фронт был изготовлен особый экземпляр — “Saetta del Re” ("Молния короля").
Всего выпущено 684  автомобиля.